# OpenBVE
OpenBVE est jeu vidéo libre de simulation de train, développé pour être compatible avec le contenu réalisé pour BVE et ajouter de nouvelles fonctionnalités.
OpenBVE est écrit en C# et fonctionne aussi bien sous Linux, Mac OS X que sous Windows. Il utilise OpenGL pour l'accélération 3D, OpenAL pour le son, ainsi que la SDL.
La version Linux fonctionne avec la plate-forme Mono.
Les routes et trains de BVE2 et BVE4 fonctionnent généralement correctement avec OpenBVE, mais il existe de nombreuses routes adaptées ou développées spécialement pour OpenBVE.
Il ne doit pas être confondu avec BVE Trainsim.

## Historique
Le projet est né le 10 avril 2008 et la première version stable (v.1.0.0.0) est sortie le 23 mars 2009.
La version 1.4.0 du 8 janvier 2012 inclut un gestionnaire d'extensions. Auparavant, les trains et les routes devaient être inclus manuellement dans l'arborescence de l'application, ce qui pouvait rebuter les utilisateurs néophytes. Le gestionnaire d'extensions permet de choisir les extensions à ajouter, tels les routes et les trains, l'installation est ensuite entièrement automatisée avec la gestion des mises à jour de chaque extension.
Durant l'année 2012, alors que le logiciel est en version 1.4.1.2, un des développeurs principaux quitte le projet. Le site internet officiel disparaît laissant planer le doute sur la pérennité d'OpenBVE. Le projet est cependant repris par les autres développeurs du projet et une version 1.4.2 est publiée. Le gestionnaire d'extension disparaît en attendant la mise en place d'un site officiel permettant d’héberger le contenu, qui verra le jour le 26 avril 2016.
Le 15 février 2020, la dernière version stable 1.7.3.1 est publiée.

## Fonctionnalités
La modélisation des trains permet d'adopter une vue depuis l'intérieur de la cabine avec l'affichage d'un panneau de commande fonctionnel (voyants, boutons, leviers…), mais aussi extérieur permettant de voir les voitures ou wagons depuis le bord de la voie. Les portes des voitures sur les trains les mieux modélisés peuvent s'ouvrir et se refermer lors des phases d'embarquement des voyageurs. Le bruitage des moteurs et des annonces à bord est également adapté à chaque train.
Côté simulation des routes, la signalisation est gérée incluant signaux et limitation de vitesse, tout comme les équipements de sécurité tel le système japonais ATS permettant la régulation de la vitesse ou le freinage d'urgence en cas de faute du conducteur.
L'ajout de contenu est réalisé par la communauté BVE et OpenBVE qui modélise de nouveaux trains et de nouvelles routes ou améliore les modélisations existantes.

## Captures d'écran

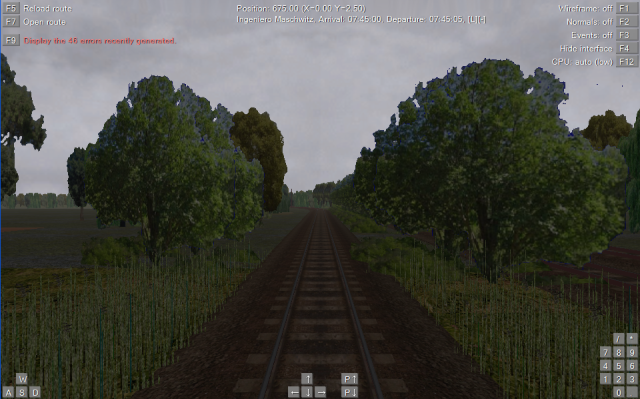
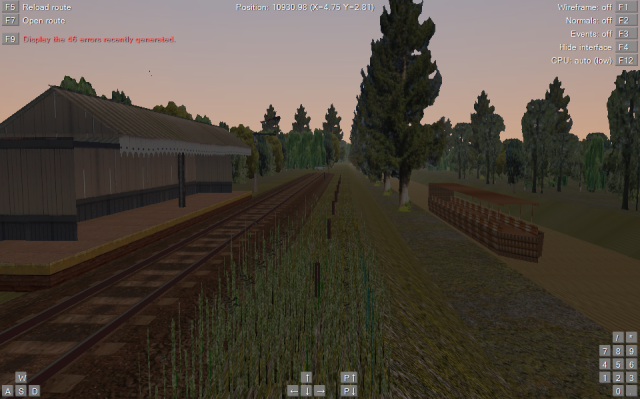
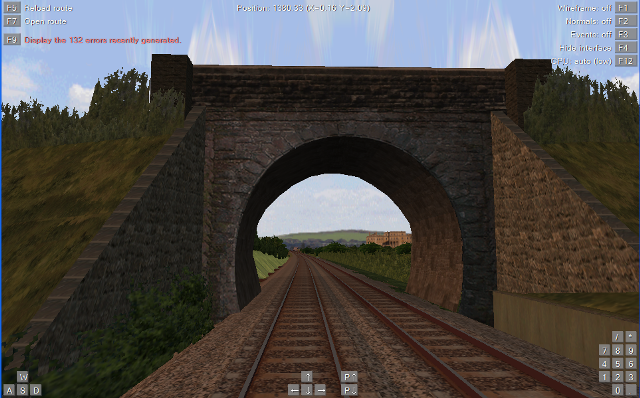
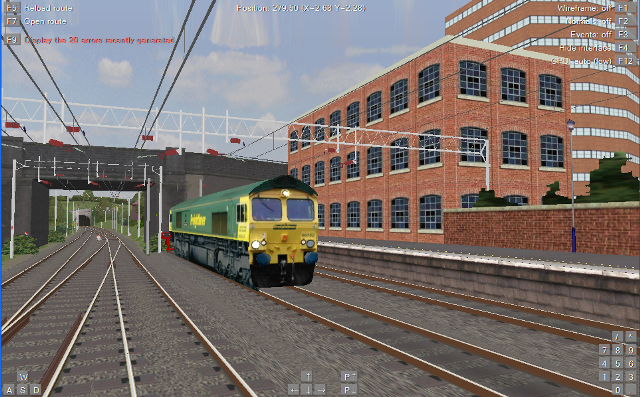
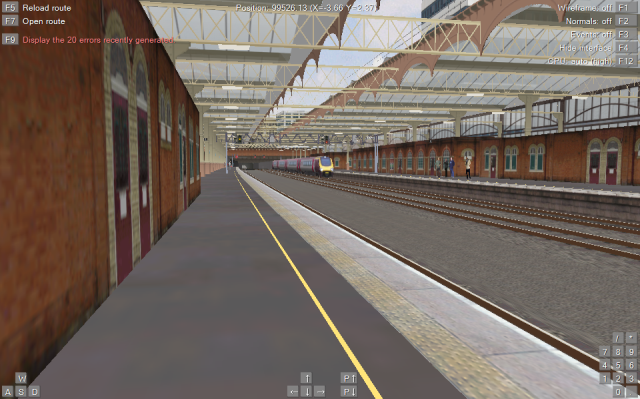
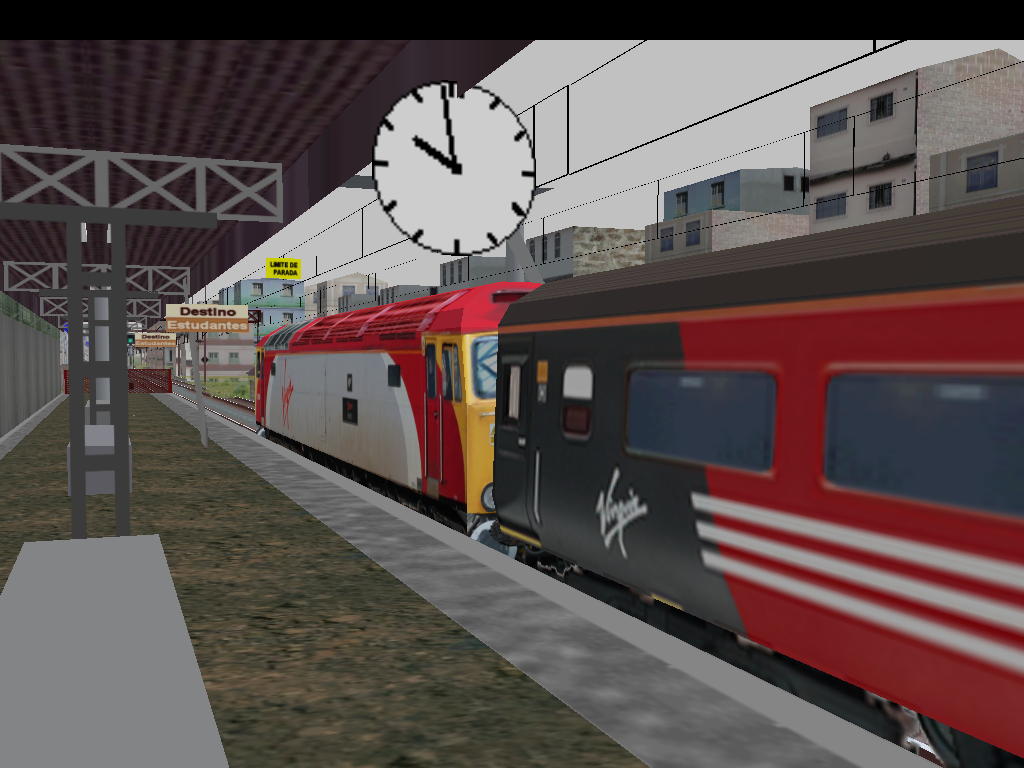